# Fosse no 3 des mines de Béthune
La fosse no 3 ou fosse de Vermelles de la Compagnie des mines de Béthune est un ancien charbonnage du Bassin minier du Nord-Pas-de-Calais, situé à Vermelles. Elle est commencée le 12 janvier 1857 ou en mai 1857 à plus de trois kilomètres des fosses nos 1 et 2. Elle entre en exploitation en juillet 1860 et s'avère être très productive. Des cités sont bâties à proximité de la fosse, et les terrils nos 49 et 249 sont édifiés, le second est un cavalier minier. La fosse est bombardée durant la Première Guerre mondiale. Elle est reconstruite en conservant le même chevalement.
La Compagnie des mines de Béthune est nationalisée en 1946, et intègre le Groupe de Béthune. Des ressources existent, mais elles sont situées en profondeur, et uniquement exploitables par les fosses nos 18 - 18 bis du Groupe de Lens et 11 - 19 des mines de Lens. La fosse no 3 est alors définitivement fermée en 1963, mais le puits no 3 est conservé pour l'aérage des travaux du fond de la fosse no 18 - 18 bis jusqu'à son remblaiement qui intervient en 1977. Le chevalement et une partie des installations de surface sont détruits en 1978
Au début du XXIe siècle, Charbonnages de France matérialise la tête de puits no 3. Les bains-douches et les vestiaires ont été conservés, ainsi que les terrils nos 49 et 249. Les cités ont été partiellement détruites, l'autre partie a été rénovée.

## La fosse

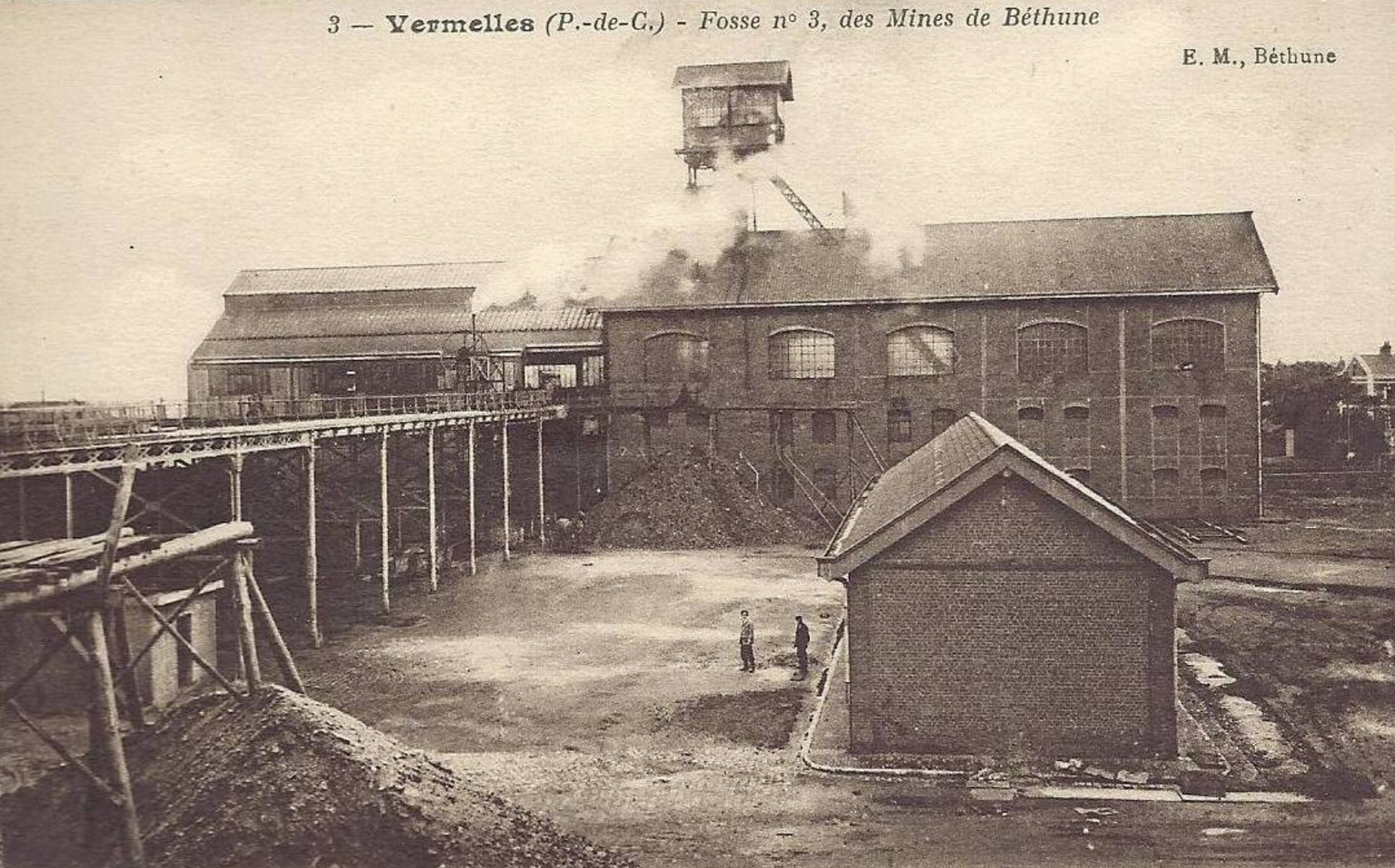
La fosse vers 1910.

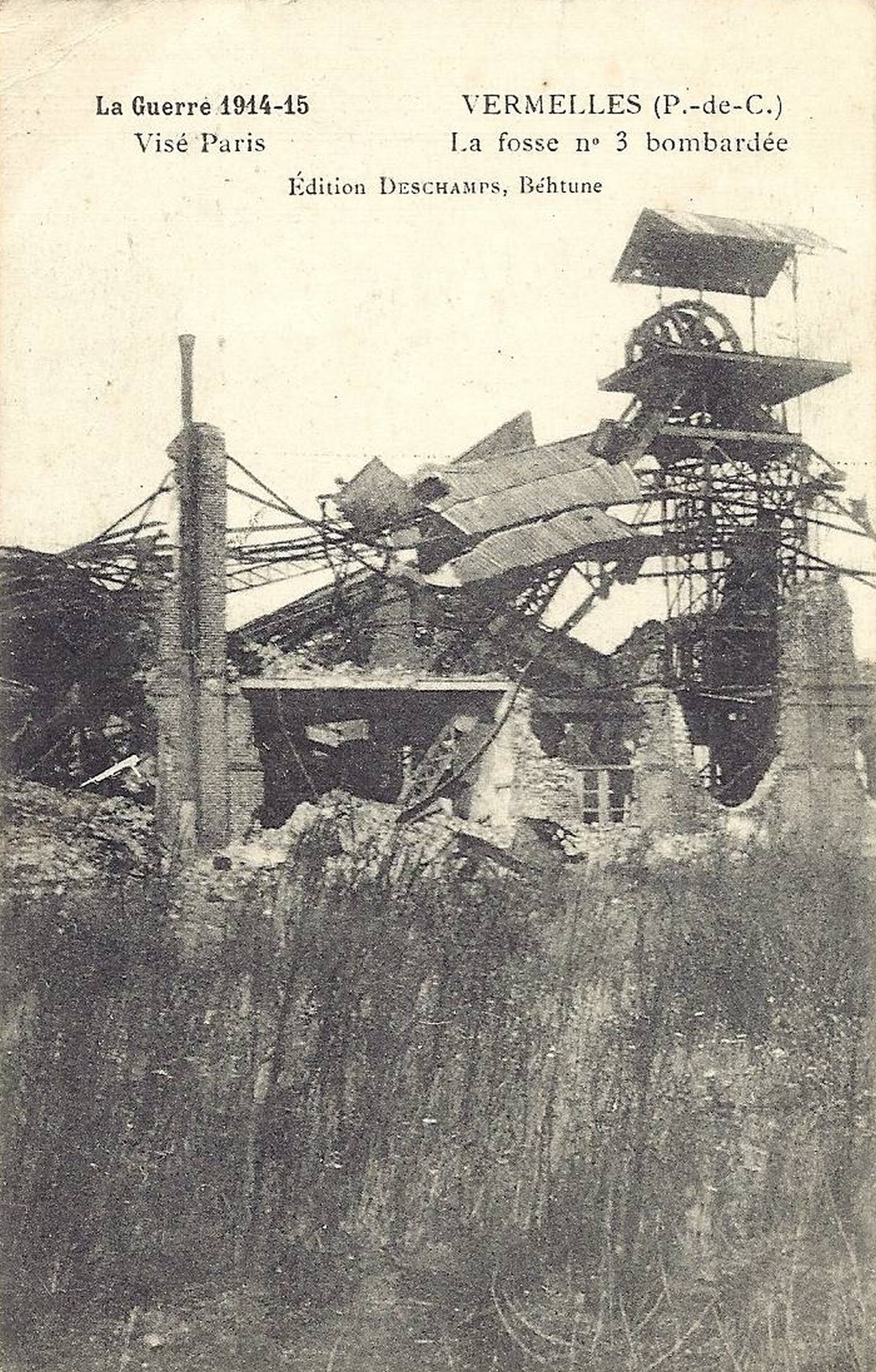
La fosse bombardée.

### Fonçage
Le fonçage du puits no 3 débute à Vermelles le 12 janvier 1857 ou en mai, à 3 335 mètres au nord-nord-est de la fosse no 1 et à 3 113 mètres au nord-est de la fosse no 2. La fosse no 3 est située à 1 360 mètres au sud du clocher de Vermelles, à soixante mètres vers le sud de la route nationale no 43, de Calais à Bouchain.
Le puits est situé à l'altitude de 43,58 mètres,. Le niveau est passé sans difficultés. Le puits est cuvelé en chêne de 11,86 à 96,56 mètres de profondeur, et son diamètre utile est de quatre mètres. Le terrain houiller est atteint à la profondeur de 142,76 mètres, ou 147 mètres.

### Exploitation
La fosse commence à extraire en juillet 1860. Elle est placée sur une grande faille, son gisement est accidenté, les terrains sont peu inclinés. Des compresseurs d'air sont installés en 1877. La fosse no 3 a cependant fourni une grande extraction puisqu'elle a produit de son ouverture jusque 1880 environ 1 525 000 tonnes de houille, soit deux fois plus que la fosse no 2.
Dans les années 1890, le puits est profond de 520 mètres, les accrochages sont établis à 190, 240, 306 et 394 mètres. La fosse est bombardée durant la Première Guerre mondiale.
La Compagnie des mines de Béthune est nationalisée en 1946, et intègre le Groupe de Béthune. Un sondage exécuté plus en profondeur montre qu'il existe des ressources, mais seules les fosses nos 18 - 18 bis du Groupe de Lens et 11 - 19 des mines de Lens sont équipées pour exploiter à cette profondeur. La fosse no 3 est fermée en 1963, et son personnel muté à la fosse no 9 - 9 bis des mines de Dourges à Oignies.
Le puits assure l'entrée d'air jusqu'en 1977 pour les travaux exécutés sous Vermelles par la fosse no 18 - 18 bis. À cette date, le puits no 3, profond de 522,30 mètres, est remblayé. Le chevalement et une partie des installations de surface sont détruits en 1978.

### Reconversion
Au début du XXIe siècle, Charbonnages de France matérialise la tête de puits. Le BRGM y effectue des inspections chaque année. Il subsiste les bains-douches et les vestiaires, qui sont occupés par une entreprise.

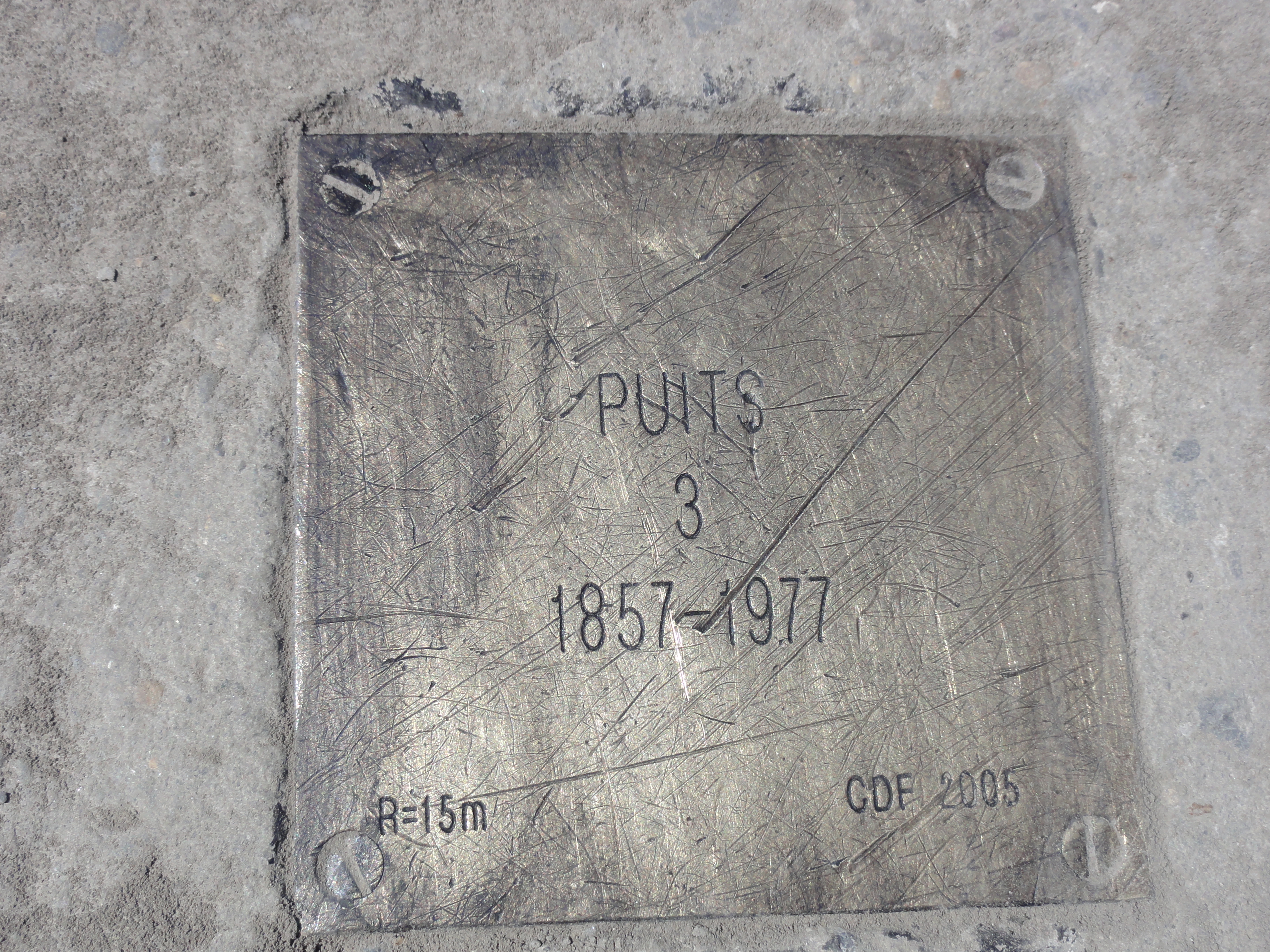
Puits no 3, 1857 - 1977.
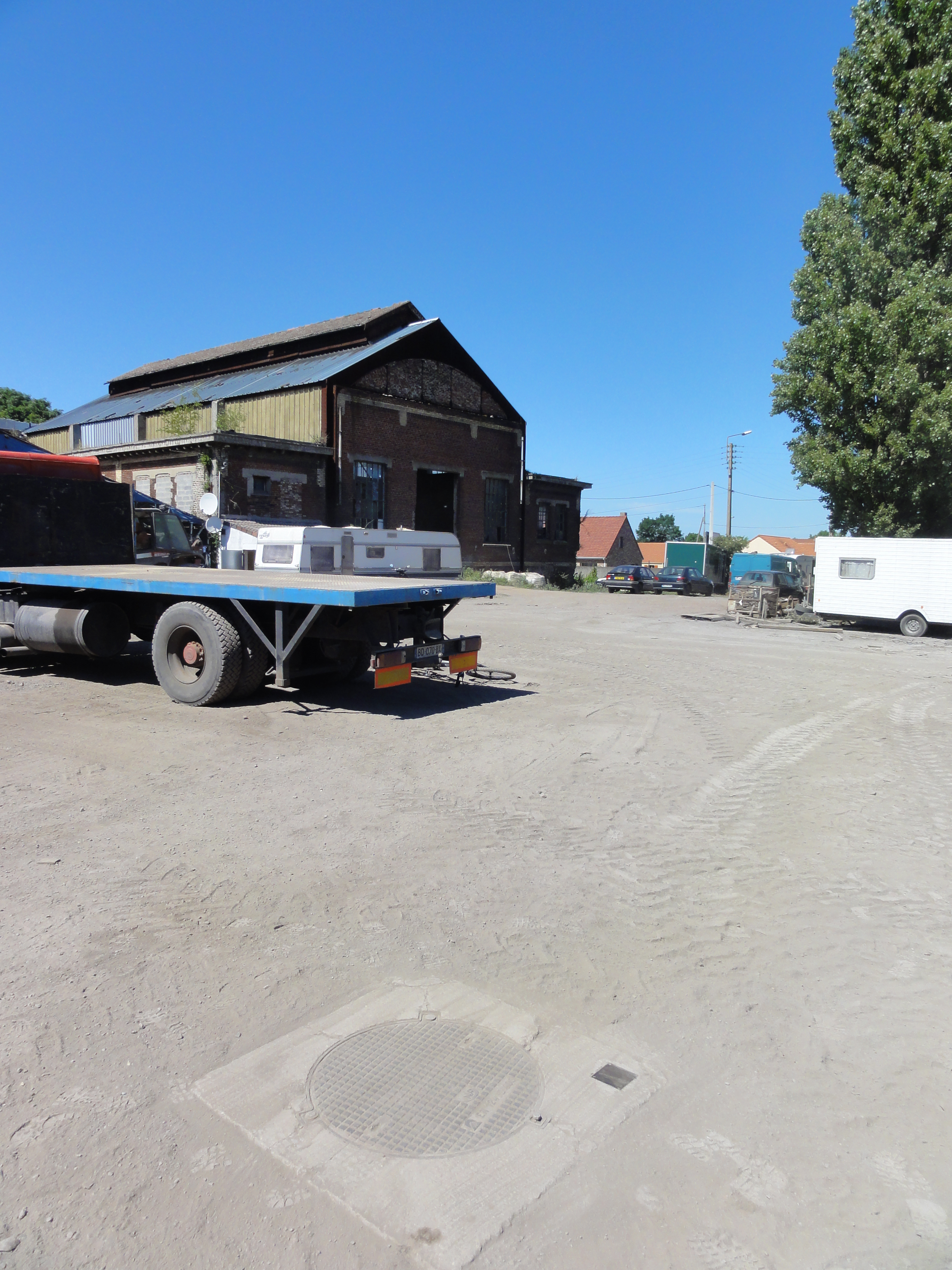
Le puits dans son environnement.
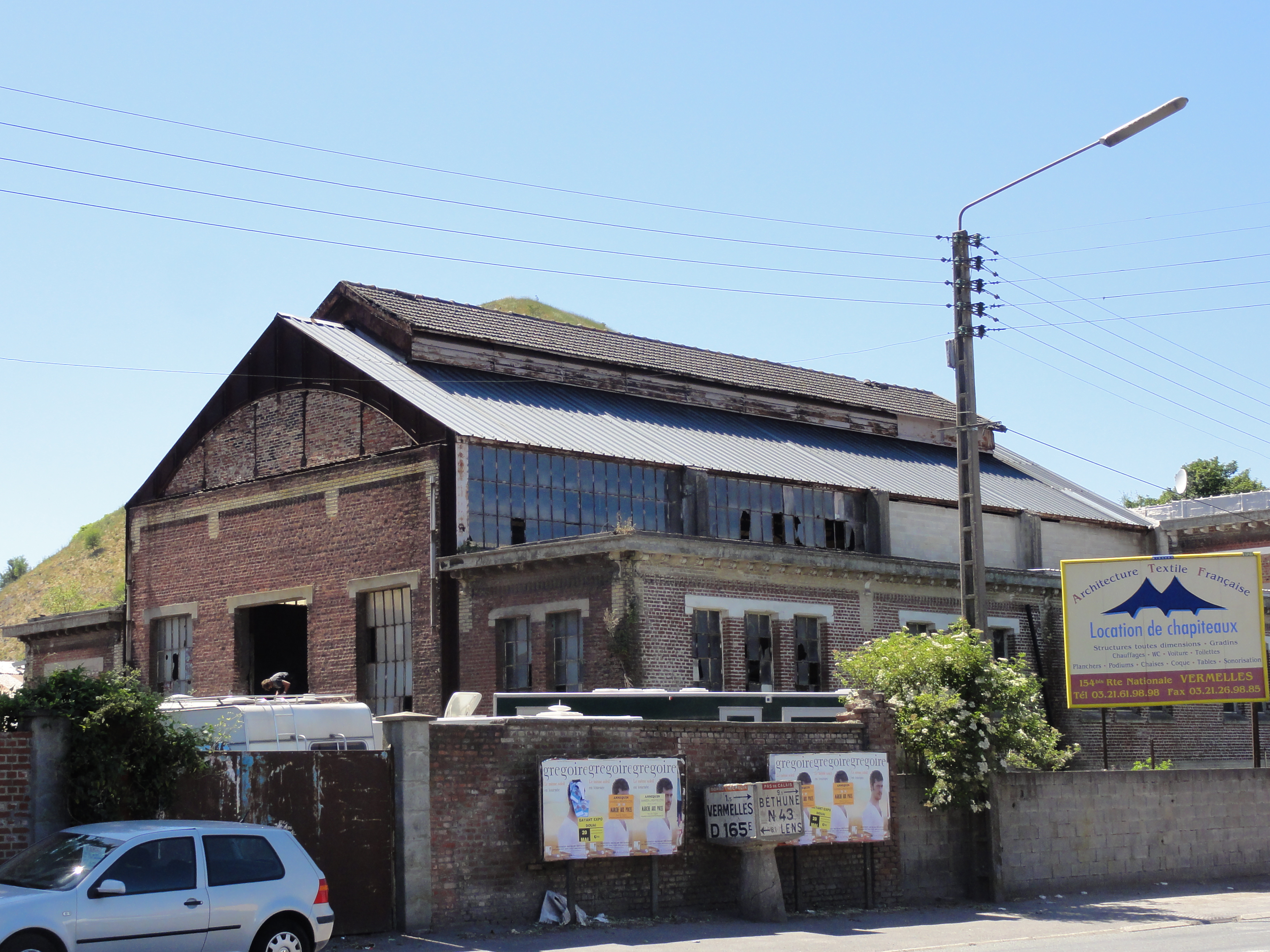
Les bains-douches et les murs d'enceinte.
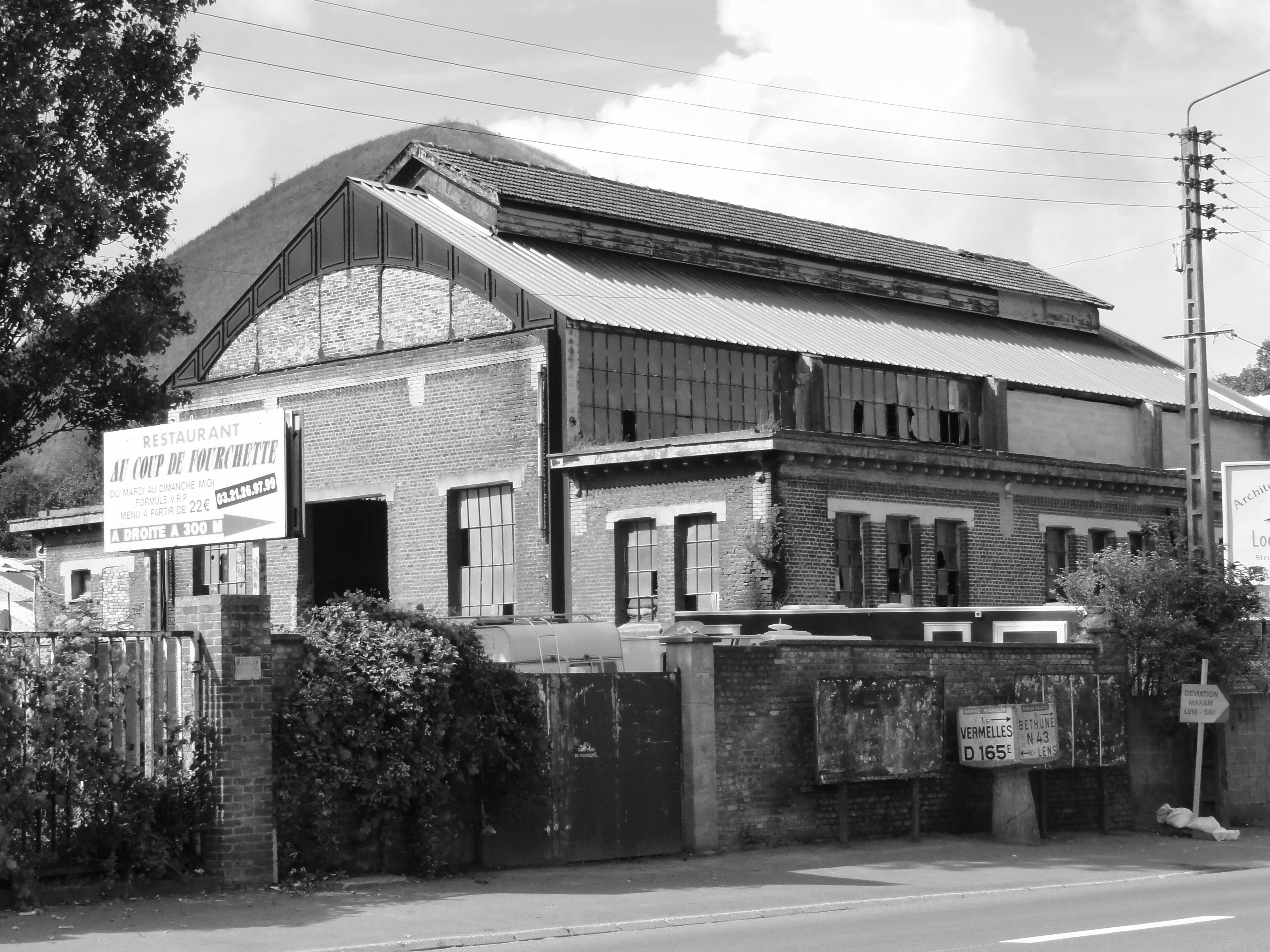
Les bains-douches et les murs d'enceinte.
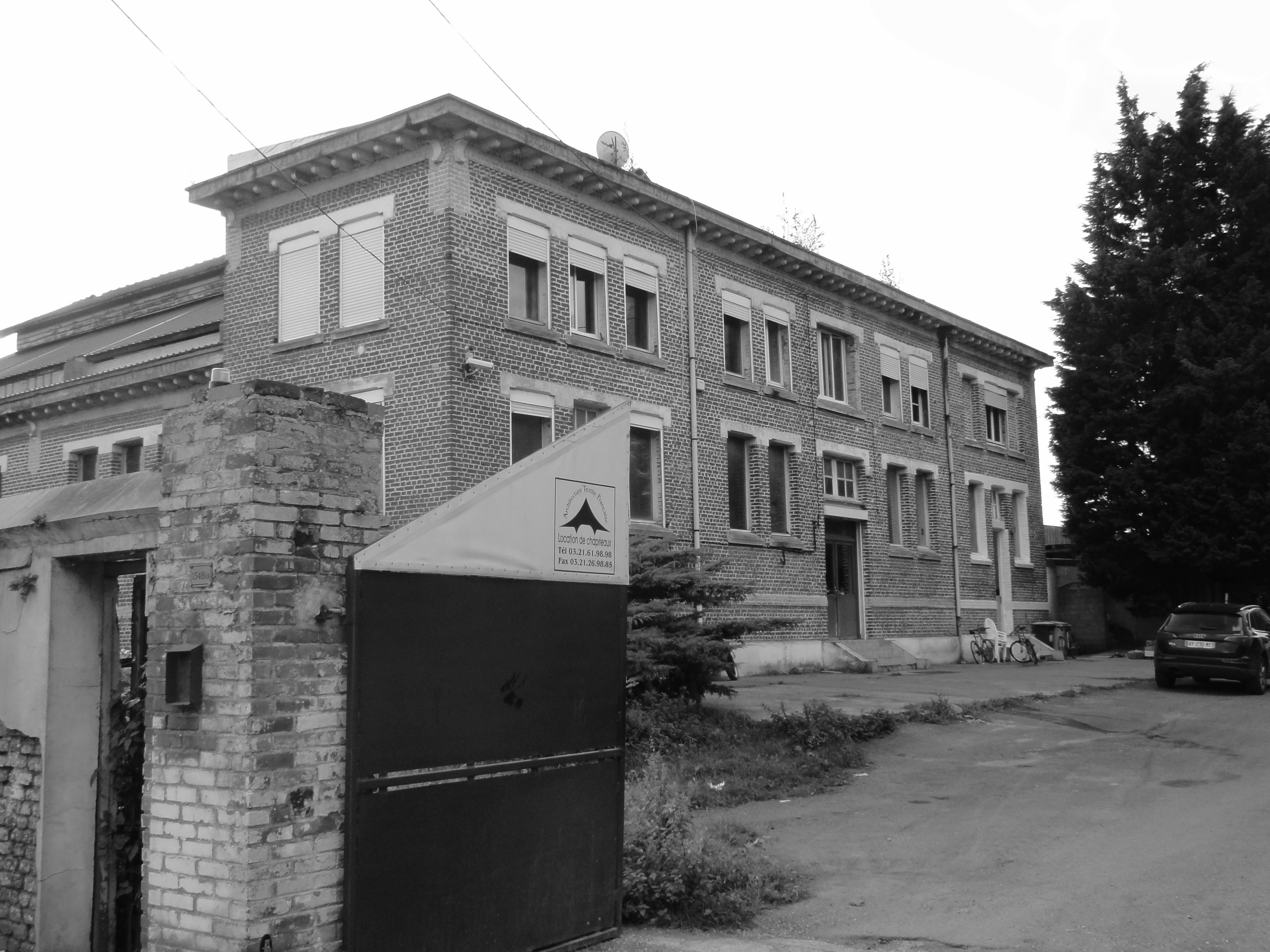
La façade principale des bains-douches.
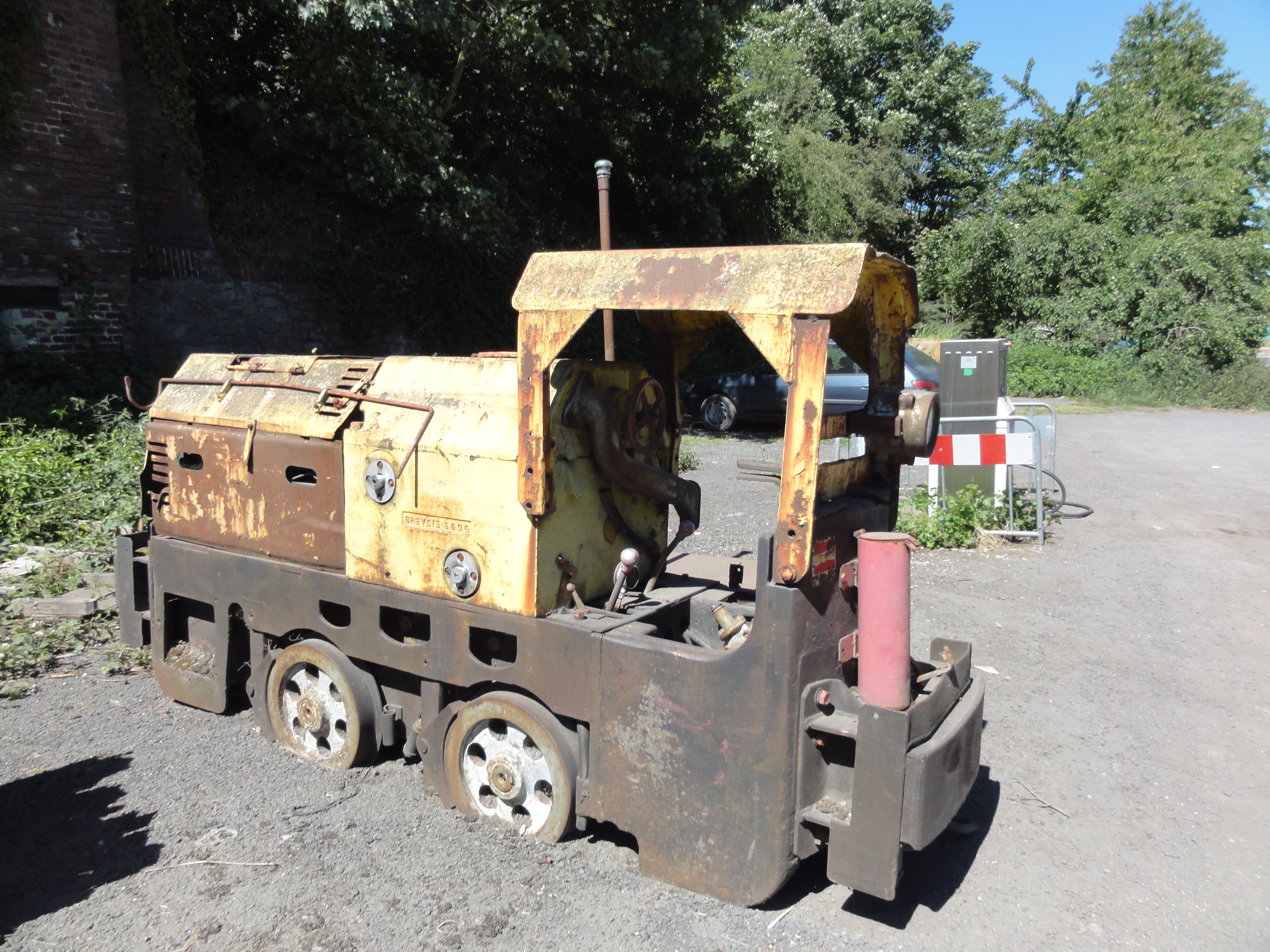
Un ancien locotracteur.

## Les terrils
Deux terrils résultent de l'exploitation de la fosse.

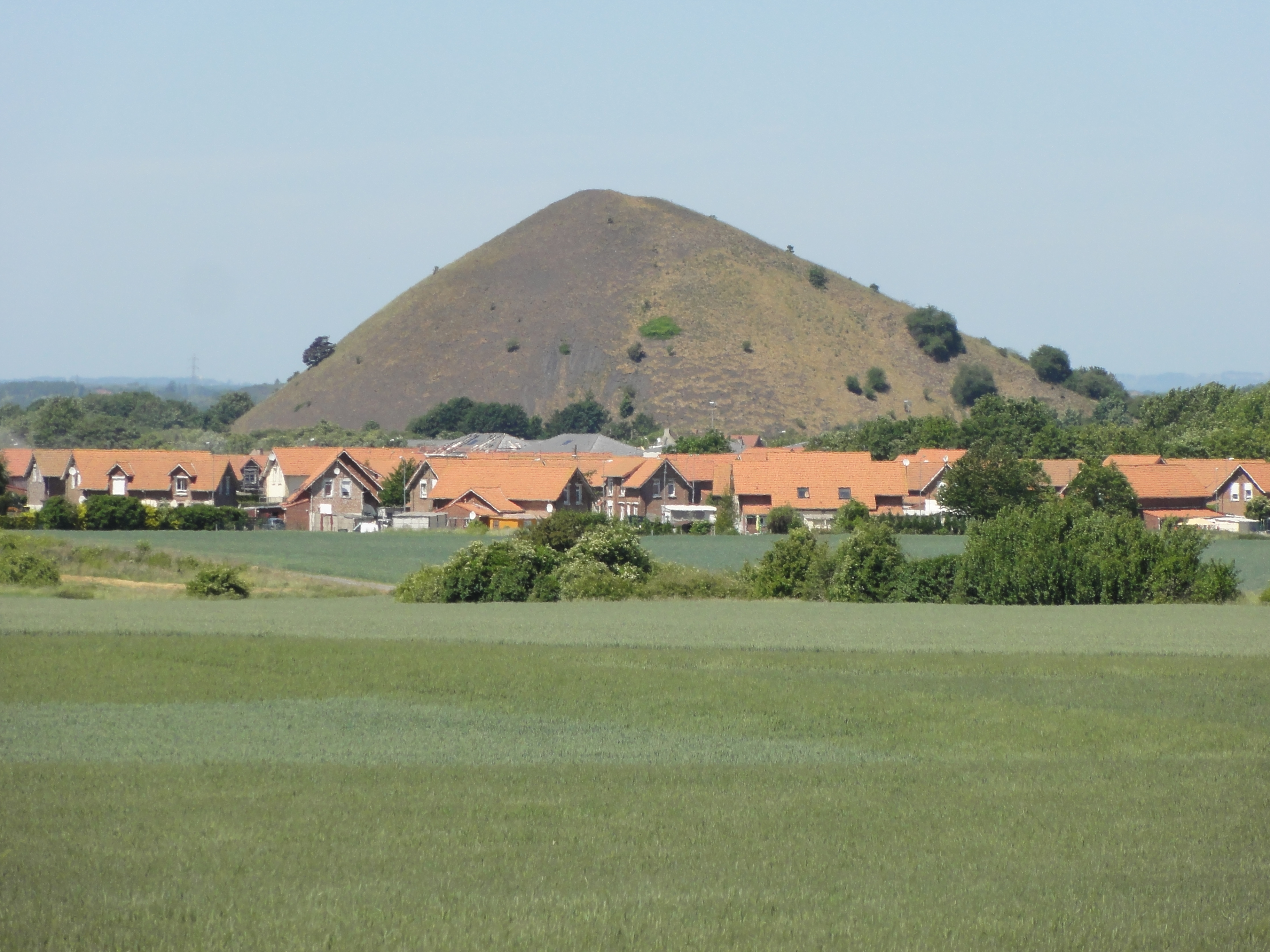
Le terril 3 de Béthune.

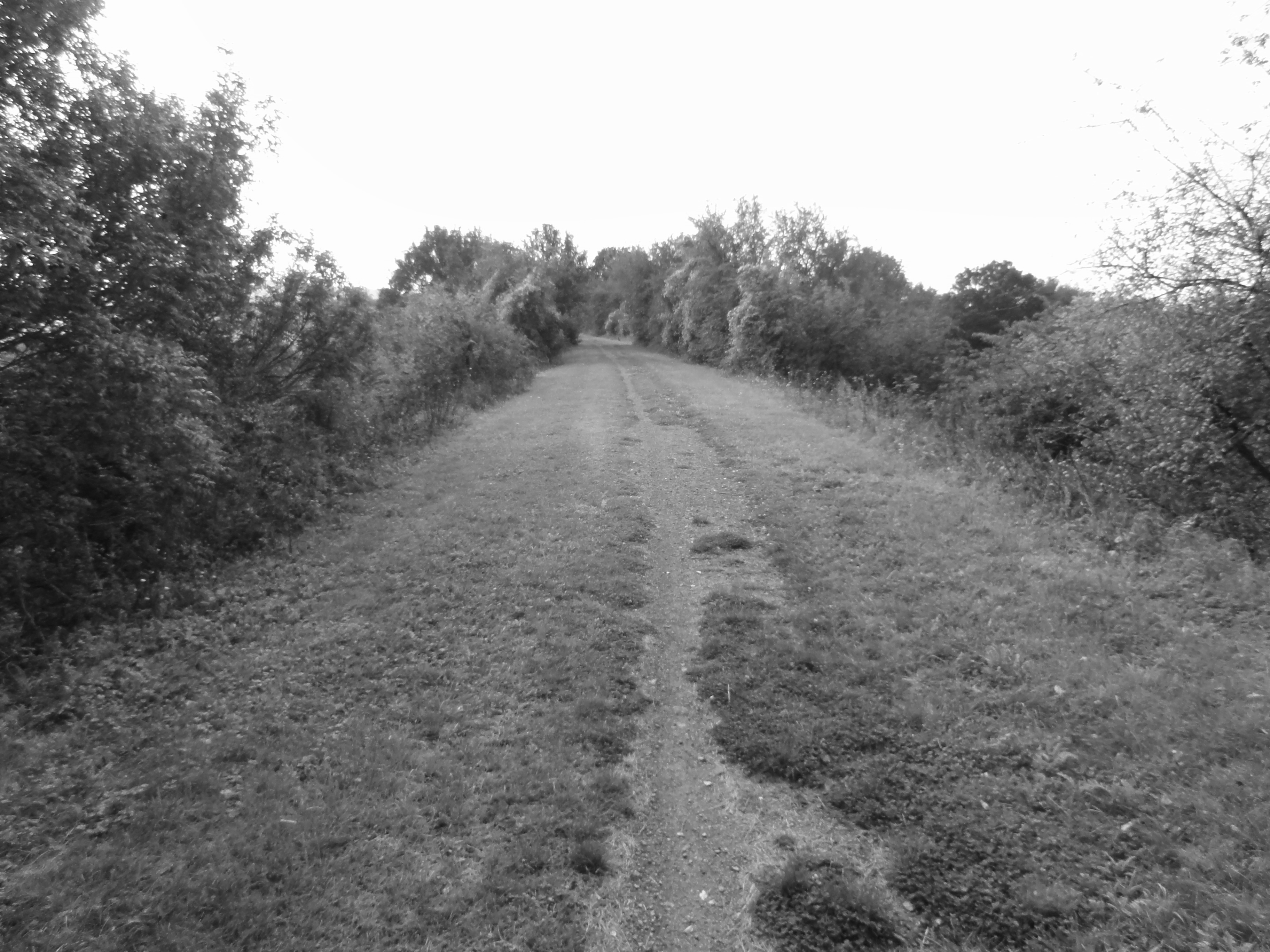
Le terril Cavalier du quai de vente

### Terrilno49, 3 de Béthune
50° 28′ 28″ N, 2° 44′ 22″ E
Le terril no 49, 3 de Béthune, situé à Mazingarbe et Vermelles, est le terril conique de la fosse no 3 des mines de Béthune. Il a été intégralement préservé et est haut de 73 mètres.

### Terrilno249, Cavalier du quai de vente
50° 28′ 40″ N, 2° 43′ 47″ E
Le terril no 249, Cavalier du quai de vente, situé à Noyelles-lès-Vermelles et Mazingarbe, est un terril cavalier permettant la liaison d'une part de la fosse no 3 aux fosses nos 12 et 9 d'autre part. Il est situé au nord-ouest du terril conique no 49.

## Les cités

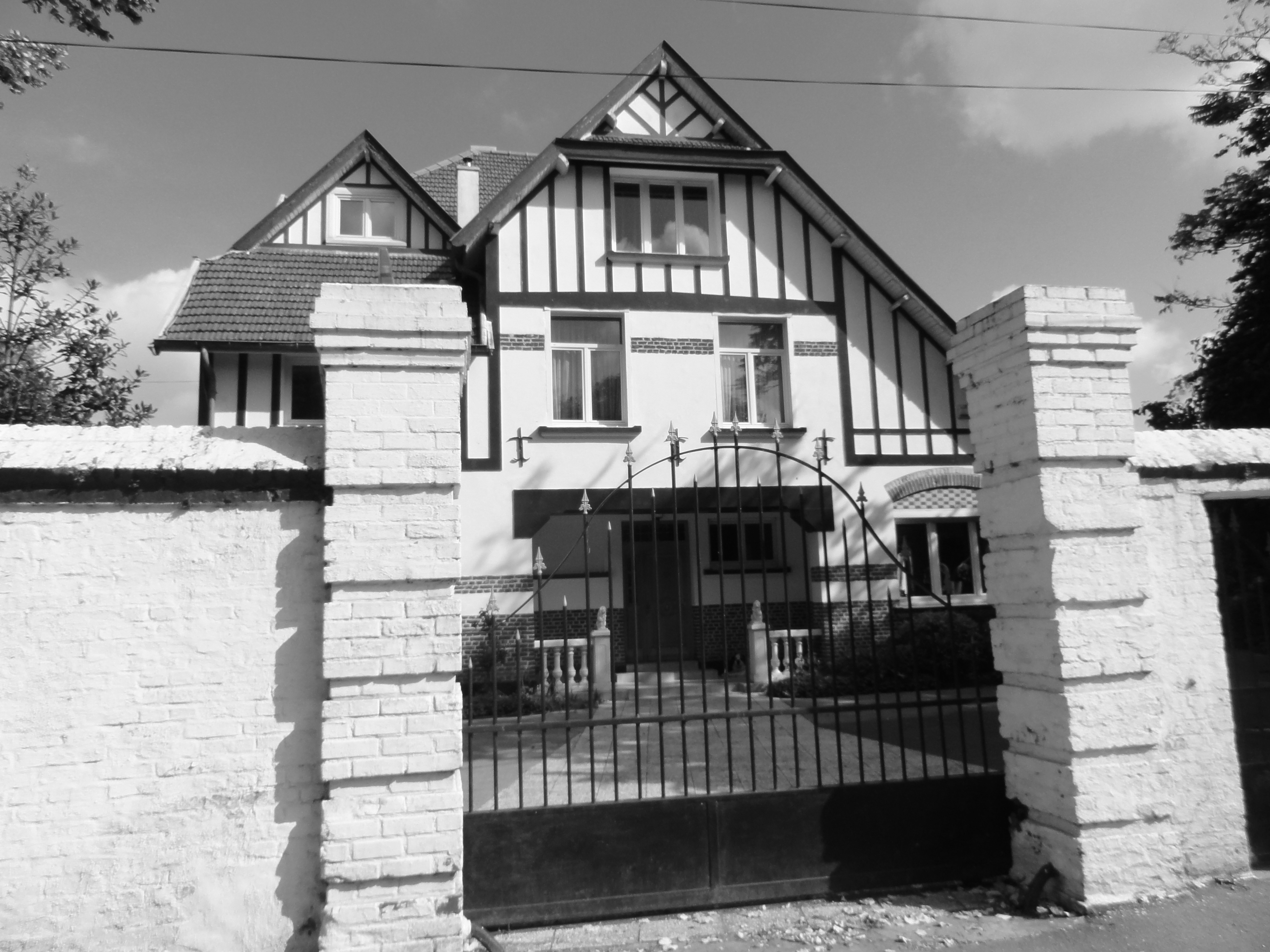
Une habitation d'ingénieurs.

Des cités ont été bâties à proximité de la fosse no 3, à Vermelles et Mazingarbe. Une partie de ces cités, dont celle des Philosophes, a été détruite au cours des années 2000, tandis que l'autre partie a été rénovée.